# Noegus fulvocristatus
Noegus fulvocristatus är en spindelart som beskrevs av Simon 1900. Noegus fulvocristatus ingår i släktet Noegus och familjen hoppspindlar. Inga underarter finns listade i Catalogue of Life.